# Двудомни писатели
Двудомни писатели (на македонска литературна норма: Дводомни писатели) е термин, използван в Северна Македония за обозначаване на писатели с произход от Македония, които са писали или пишат на език, различен от македонския литературен език.
При употребата на термина често се игнорира националното съзнание на тези автори и им се приписва „македонска идентичност“. Така например за „македонски“ двудомни писатели се обявяват сръбски писатели като Коста Абраш и Ангелко Кръстич, както и български поети като Никола Вапцаров и Христо Смирненски.